# Talk like whales
|  | Denne artikel er oprettet af botten PalnaBot ud fra en ekstern database. Den kan derfor have sproglige fejl eller mangler. Denne skabelon kan fjernes efter kontrol af indholdet. |

Talk like whales er en film instrueret af Vibeke Vogel efter eget manuskript.

## Handling
Hvaler er de største pattedyr, der nogensinde har levet på jorden... Hvalerne har eksisteret i mere end 45 millioner år. Og alligevel ved vi meget lidt om dem. Vi kan kun observere dem den korte tid, de er tæt ved overfladen. De er nomader, men deres ruter er ikke kendte. Hvordan tænker en hval? Hvad kan den se? Hvordan føler et stort, tungt dyr, der er afhængig af vægtløshed og ilt? »Talk Like Whales« viser de store, smukke dyr i harmonisk bevægelse og filosoferer over et liv, der er forbundet med vores. Menneskenes. Og dog så anderledes.